# Nagy Tamás (politikus, 1946)
Nagy Tamás (1946 –) villamosmérnök, számítógép-programozó, politikus, 16 évig önkormányzati képviselő.

## Élete
1988 óta tagja az MDF-nek. Az Antall-kormány idején az MDF Tudomány- és Iparpolitikai Szakkollégiumának ügyvivője, a Településfejlesztési Szakkollégiumának tagja, 1990-2002 és 2006-2010 között önkormányzati képviselő Budapest XIX. kerületében, Kispesten. 1990-től 2002-ig MDF-frakcióvezető, 1990-1994 között a tulajdonosi bizottság elnöke, 1998-2002 között foglalkoztatáspolitikai tanácsnok volt ugyanitt. 1995 és 1998 között a fővárosi közgyűlésben az MDF frakció tagja. Az MDF Kispesti Szervezetének 1989-2010 között elnökségi tagja, 2001-2010 között elnöke.
Két fia, öt unokája van. Hobbija az írás, fotózás és a kertészkedés.

## Civil tevékenységei
- 1992 és 2009 között a Providentia Alapítvány közhasznú szervezet kuratóriumának elnöke volt.
- 1997-től 2006-ig a Kolónia Kispest Közalapítvány kuratóriumának elnöke, a Kispesti Krónika kiadója volt.
- 1986-ban a Wekerlei Társaskör Egyesület alapító tagja. 1990-2006 között a Wekerlei Társaskör Egyesület vezetőségének, illetve elnökségének tagja, a Wekerle c. periodika szerkesztőségének tagja, 2006-tól A Wekerlei Társaskör Egyesület közhasznú szervezet elnöke, a Wekerle c. periodika kiadója volt.
- 2011-ben a Wekerle Sándor Emlékbizottság tagja.

## Elismerései
- Kispestért díj (2009)
- Wekerle-díj (2009)
- Kispest díszpolgára (2011)